# Supersypnoides vicina
Supersypnoides vicina är en fjärilsart som beskrevs av Emilio Berio 1958. Supersypnoides vicina ingår i släktet Supersypnoides och familjen nattflyn. Inga underarter finns listade i Catalogue of Life.